# Journal of Labor Economics
Le Journal of Labor Economics (ou JOLE) est une revue académique en économie du travail publié par la Society of Labor Economists.

## Notoriété dans le débat public français
En 2009, Matthieu Chemin et Étienne Wasmer dans ce journal une étude relative à l'effet de a réforme des 35 heures.  Contestée par le sociologue Olivier Godechot, cette étude a été défendue  par ses auteurs.